# Línea 624 (Interurbanos Madrid)
La línea 624 de la red de autobuses interurbanos de Madrid une el intercambiador de Moncloa con la Colonia Veracruz y Las Rozas.

## Características
Actúa como complemento de la línea 621 cuando ésta circula por el carril Bus-VAO de la A-6.
La línea no mantiene los mismos horarios todo el año, desde el 16 de julio al 31 de agosto se reducen el número de expediciones, además de los días excepcionales vísperas de festivo y festivos de Navidad en los que los horarios también cambian y se reducen. No presta servicio los fines de semana ni festivos.
Está operada por la empresa Auto Periferia mediante la concesión administrativa VCM-602 - Madrid – Las Rozas – Villanueva de la Cañada – Quijorna (Viajeros Comunidad de Madrid) del Consorcio Regional de Transportes de Madrid.

## Horarios

### 1 septiembre - 15 julio
| Lunes a viernes laborables   |                              |                              |                              |                              |                              |                              |                              |                              |                              |                              |                              |                              |
| Madrid (Moncloa) > Las Rozas | Madrid (Moncloa) > Las Rozas | Madrid (Moncloa) > Las Rozas | Madrid (Moncloa) > Las Rozas | Madrid (Moncloa) > Las Rozas | Madrid (Moncloa) > Las Rozas | Madrid (Moncloa) > Las Rozas | Madrid (Moncloa) > Las Rozas | Madrid (Moncloa) > Las Rozas | Las Rozas > Madrid (Moncloa) | Las Rozas > Madrid (Moncloa) | Las Rozas > Madrid (Moncloa) | Las Rozas > Madrid (Moncloa) |
| 13                           | 14                           | 15                           | 16                           | 17                           | 18                           | 19                           | 20                           | 21                           | 06                           | 07                           | 08                           | 09                           |
|                              | 05 45                        | 30                           | 00 30                        | 15 45                        | 30                           | 00 30                        | 30                           | 10                           |                              | 00 30                        | 15                           | 00 30                        |

### 16 julio - 31 agosto
| Lunes a viernes laborables   |                              |                              |                              |                              |                              |                              |                              |                              |                              |                              |                              |                              |
| Madrid (Moncloa) > Las Rozas | Madrid (Moncloa) > Las Rozas | Madrid (Moncloa) > Las Rozas | Madrid (Moncloa) > Las Rozas | Madrid (Moncloa) > Las Rozas | Madrid (Moncloa) > Las Rozas | Madrid (Moncloa) > Las Rozas | Madrid (Moncloa) > Las Rozas | Madrid (Moncloa) > Las Rozas | Las Rozas > Madrid (Moncloa) | Las Rozas > Madrid (Moncloa) | Las Rozas > Madrid (Moncloa) | Las Rozas > Madrid (Moncloa) |
| 13                           | 14                           | 15                           | 16                           | 17                           | 18                           | 19                           | 20                           | 21                           | 06                           | 07                           | 08                           | 09                           |
| 50                           | 30                           | 15 55                        | 35                           | 15 55                        | 30                           | 15 55                        | 35                           | 15                           | 55                           | 35                           | 15 55                        | 35                           |

## Recorrido y paradas

### Sentido Las Rozas
| Código | Parada                                      | Común con                                                                                             | Conexiones con Metro y Cercanías | Municipio | Zona |
| ------ | ------------------------------------------- | --- | -------------------------------- | --------- | ---- |
| 06002  | Intercambiador de Moncloa (dársena 3)       | 621 629                                                                                               | Moncloa                          | Madrid    |      |
| 1332   | Escuela Agronómica                          | 83 133 162 164 621 622 623 624A 625 627 628 629 651 652 653 654 655 656 656A 657 658                  |                                  | Madrid    |      |
| 1334   | Palacio de La Moncloa                       | 83 133 162 164 621 622 623 624A 625 627 628 629 651 652 653 654 655 656 656A 657 658                  |                                  | Madrid    |      |
| 1338   | Veterinaria                                 | 83 133 162 164 621 622 623 624A 625 627 628 629 651 652 653 654 655 656 656A 657 658 661 661A 662 664 |                                  | Madrid    |      |
| 06026  | Av. Padre Huidobro - Urb. Casaquemada       | 621 622 623 624A 625 627 628 629 661 661A 662 664                                                     |                                  | Madrid    |      |
| 20230  | López Santos - C.º Viejo de Madrid          | 621                                                                                                   |                                  | Las Rozas |      |
| 20229  | C.º Viejo de Madrid - Torreón               | 621                                                                                                   |                                  | Las Rozas |      |
| 20152  | Alto de Las Cabañas - Cmno. Viejo de Madrid | 621 623                                                                                               |                                  | Las Rozas |      |
| 06098  | Ctra. Coruña - C.º Tomillarón               | 621 623 624A 626 2                                                                                    |                                  | Las Rozas |      |
| 13036  | Pza. Madrid - Est. Las Rozas                | 621 622 623 626 1 2                                                                                   | Las Rozas                        | Las Rozas |      |
| 06133  | Av. Doctor Toledo - Colegio                 | 561 561A 561B 620 621 622 623 626 1 2                                                                 |                                  | Las Rozas |      |
| 11088  | Av. Constitución - Ayuntamiento             | 561 561A 561B 620 621 622 623 626 1 2                                                                 |                                  | Las Rozas |      |
| 09333  | Comunidad Castilla-La Mancha - Burgocentro  | 561 561A 561B 621 622 626 633 1 2                                                                     |                                  | Las Rozas |      |
| 06138  | Av. España - Comunidad Castilla y León      | 621 629 1 2                                                                                           |                                  | Las Rozas |      |
| 06140  | Comunidad Andalucía - Villa de Foz          | 621                                                                                                   |                                  | Las Rozas |      |
| 10957  | Comunidad Murcia - Urb. Los Altos del Burgo | 621                                                                                                   |                                  | Las Rozas |      |
| 09556  | Comunidad La Rioja - Pza. Francia           | 621 1 2                                                                                               |                                  | Las Rozas |      |
| 06142  | Comunidad La Rioja - Serv. Sociales         | 621 1 2                                                                                               |                                  | Las Rozas |      |
| 12370  | Av. España - Comunidad Castilla-La Mancha   | 621 629                                                                                               |                                  | Las Rozas |      |
| 09335  | Av. España - Principado de Asturias         | 561 561A 561B 621 622 626 629                                                                         |                                  | Las Rozas |      |
| 06174  | Av. España - Comunidad de Canarias          | 561 561A 561B 621 622 626 629                                                                         |                                  | Las Rozas |      |
| 06136  | Av. España - Urb. Las Cabañas II            | 561 561A 561B 621 622 626 629                                                                         |                                  | Las Rozas |      |

### Sentido Madrid
| Código | Parada                                    | Común con                                                                                                  | Conexiones con Metro y Cercanías | Municipio | Zona |
| ------ | ----------------------------------------- | --- | -------------------------------- | --------- | ---- |
| 06136  | Av. España - Urb. Las Cabañas II          | 561 561A 561B 621 622 626 629                                                                              |                                  | Las Rozas |      |
| 06137  | Av. España - Comunidad de Baleares        | 561 561A 561B 621 622 626 629                                                                              |                                  | Las Rozas |      |
| 09334  | Av. España - Principado de Asturias       | 561 561A 561B 621 622 626 629                                                                              |                                  | Las Rozas |      |
| 06208  | Av. España - Comunidad Castilla-La Mancha | 561 561A 561B 621 622 626 629                                                                              |                                  | Las Rozas |      |
| 06138  | Av. España - Comunidad Castilla y León    | 621 629 1 2                                                                                                |                                  | Las Rozas |      |
| 06140  | Comunidad Andalucía - Villa de Foz        | 621 |                                  | Las Rozas |      |
| 06141  | Comunidad Andalucía - Mazarrón            | 621 |                                  | Las Rozas |      |
| 09557  | Comunidad Aragón - Comunidad Murcia       | 621 |                                  | Las Rozas |      |
| 09556  | Comunidad La Rioja - Pza. Francia         | 621 1 2 |                                  | Las Rozas |      |
| 06142  | Comunidad La Rioja - Serv. Sociales       | 621 1 2 |                                  | Las Rozas |      |
| 18088  | Comunidad Madrid - Burgocentro            | 620 621 623 627 1 2                                                                                        |                                  | Las Rozas |      |
| 06145  | Av. Iglesia - Real                        | 561 561A 561B 620 621 622 623 626 1 2                                                                      |                                  | Las Rozas |      |
| 06146  | Pza. Madrid - Ctra. Coruña                | 621 623 626 1 2                                                                                            | Las Rozas                        | Las Rozas |      |
| 06147  | Ctra. Majadahonda - Biblioteca            | 621 623 624A 1                                                                                             |                                  | Las Rozas |      |
| 11090  | Ctra. M505 - Cerezales                    | 621 622 623 624A 625 627 628 629 631                                                                       |                                  | Las Rozas |      |
| 06170  | Ctra. A6 - Colonia Veracruz               | 621 622 623 624A 625 627 628 629                                                                           |                                  | Las Rozas |      |
| 06218  | Ctra. A6 - Urb. Jardín de Las Avenidas    | 621 622 623 624A 625 627 628 629                                                                           |                                  | Las Rozas |      |
| 06268  | Av. Padre Huidobro - P.º Ermita           | 621 622 623 624A 625 627 628 629 631 635 641 642 643 651 652 653 654 655 656 656A 657 661 661A 662 664 815 |                                  | Madrid    |      |
| 4311   | Padre Huidobro - Carretera de Castilla    | 162 621 622 623 624A 625 627 628 629 651 652 653 654 655 656 656A 657 658                                  |                                  | Madrid    |      |
| 23     | Filosofía B - Estadística                 | Autobuses interurbanos del Corredor 6                                                                      |                                  | Madrid    |      |
| 1335   | Palacio de La Moncloa                     | Autobuses interurbanos del Corredor 6                                                                      |                                  | Madrid    |      |
| 1333   | Escuela Agronómica                        | Autobuses interurbanos del Corredor 6                                                                      |                                  | Madrid    |      |
| 06002  | Intercambiador de Moncloa (dársena 3)     | 621 629 | Moncloa                          | Madrid    |      |

## Galería de imágenes

Mapa de la distribución de dársenas del intercambiador de Moncloa con la distribución de cabeceras de las líneas de autobuses, entre las que aparece la línea 624.